# 花柳錦之輔
花柳 錦之輔（はなやぎ きんのすけ）は、花柳流の名跡。
- 初代花柳錦之輔 - 後の2代目花柳壽楽。
- 2代目花柳錦之輔 - 本項にて詳細。
- 3代目花柳壽楽 - 当該項目で記述。

2代目 花柳 錦之輔（はなやぎ きんのすけ、1941年（昭和16年）10月18日 - 1988年（昭和63年）11月21日）は、花柳流の日本舞踊家。本名は青山 克己。学習院大学経済学部卒業。父が初代錦之輔（2代目壽楽）。
4歳で父の元に入門。1965年に2代目錦之輔を襲名した。
実の子が3代目錦之輔。